# Cephonodes hylas virescens
Cephonodes hylas virescens is een ondersoort van de vlinder Cephonodes hylas uit de familie pijlstaarten (Sphingidae). De wetenschappelijke naam van de ondersoort werd pro specie, als Potidaea virescens, in 1885 gepubliceerd door Hans Daniel Johan Wallengren.